# استان لوندای جنوبی
استان لوندای جنوبی (به لاتین: Lunda Sul Province) یکی از استان‌های کشور آنگولا است.

## خصوصیات
استان لوندای جنوبی ۷۷٬۶۳۷ کیلومترمربع مساحت و ۵۱۶٬۰۷۷ نفر جمعیت دارد.